# Winona Ryder
Winona Laura Horowitz, beter bekend als Winona Ryder (Winona (Minnesota), 29 oktober 1971), is een Amerikaanse actrice.
Ze speelde onder meer in de films Beetlejuice, Heathers, Bram Stoker's Dracula, Edward Scissorhands en de televisieserie Stranger Things.
In 1994 won ze een Golden Globe voor beste vrouwelijke bijrol in de film The Age of Innocence, en ze werd tweemaal genomineerd voor een Academy Award (Oscar).
Ze heeft relaties gehad met Johnny Depp (1990), Matt Damon (1996) en Jay Kay (zanger van de band Jamiroquai). Officieel heeft ze met Keanu Reeves een geldig kerkelijk huwelijk. Dit komt doordat er tijdens de opnames van Bram Stoker's Dracula echte priesters werden gebruikt tijdens de huwelijksceremonie waarbij de officiële rites werden gebruikt.
Op 12 december 2001 werd ze opgepakt door de politie na een vermeende diefstal in Beverly Hills, waar ze uit een kledingzaak kleding had ontvreemd ter waarde van $5.000 dollar.
Diezelfde avond kon ze op borg van $20.000 dollar weer vrijkomen.

## Filmografie
- Bibsys: 98014236
- Biblioteca Nacional de España: XX1172912
- Bibliothèque nationale de France: cb13999325b (data)
- Catàleg d'autoritats de noms i títols de Catalunya: 981058515192306706
- CiNii: DA10338706
- Gemeinsame Normdatei: 11928779X
- International Standard Name Identifier: 0000 0001 1450 5139
- Library of Congress Control Number: no92031179
- Nationale Bibliotheek van Letland: 000333469
- MusicBrainz: 81fbaa16-9a5d-4391-bc25-6b66b16a2d3f
- Bibliotheek van het Japanse parlement: 00621417
- Nationale Bibliotheek van Tsjechië: xx0023907
- Nationale bibliotheek van Australië: 35202666
- Nationale Bibliotheek van Israël: 987007447698905171
- Nationale Bibliotheek van Polen: a0000001254074
- Nederlandse Thesaurus van Auteursnamen: 094921911
- Istituto Centrale per il Catalogo Unico: RAVV088870
- SNAC: w6jq16rr
- Système universitaire de documentation: 060333480
- Trove: 863222
- Virtual International Authority File: 85450712
- WorldCat: E39PBJdWVwyqGg7qCvJYgtYwYP